# Militaire strategie
Militaire strategie is de verzamelnaam voor het voorbereiden van oorlogsvoering.
Strategie, afgeleid van het Griekse woord strategos, werd gezien als "de kunst van de generaal".
De vader van de moderne strategische studie, Carl von Clausewitz, definieerde militaire strategie als "het gebruik van gevechten om het doel van de oorlog te winnen."
Militaire strategie is onderdeel van een drie-eenheid van "kunsten" of "wetenschappen" in de krijgskunde, samen met tactiek, de uitvoering van plannen en het manoeuvreren van eenheden in het gevecht, en logistiek, het onderhouden van een krijgsmacht.

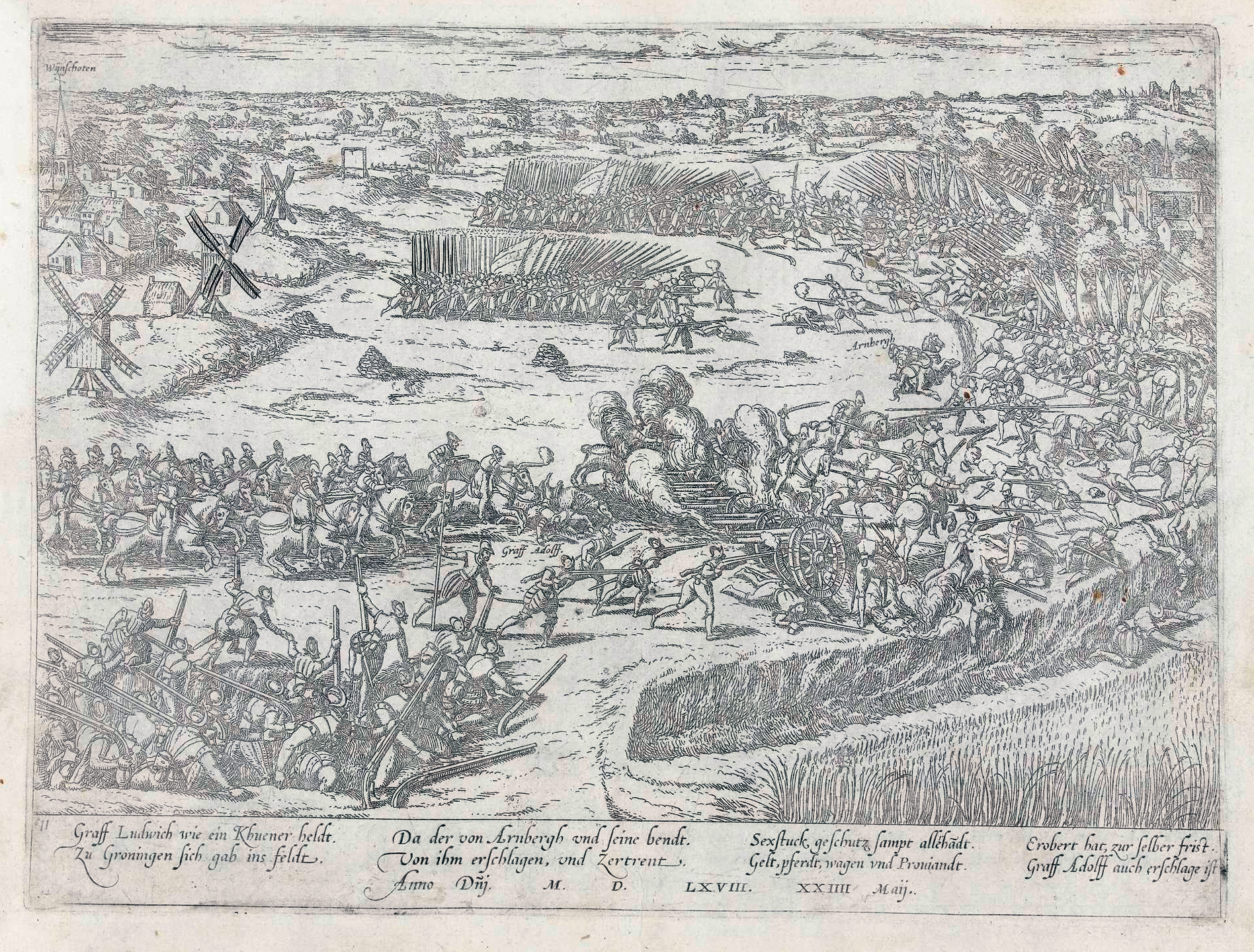
Slag bij Heiligerlee 1568

## Grondslagen van militaire strategie
Strategie en tactiek zijn nauw met elkaar verbonden. Oorspronkelijk, in de terminologie van de vroege 19e eeuw, werd het woord "strategie" gebruikt voor manier waarop een leger voorafgaande aan de veldslag en na afloop manoeuvreerde, terwijl "tactiek" de uitvoering van het gevecht zelf aanduidde. Op het eind van de 19e eeuw waren de nationale legers zo groot geworden dat het feitelijke onderscheid tussen manoeuvre en gevecht steeds meer begon te vervagen — er was niet langer sprake van een betrekkelijk klein leger dat in een weids landschap rondtrok op zoek naar de vijand — zodat er geen reden meer was tussen tactiek en strategie in deze zin nog een begripsmatig onderscheid te maken.
Ondertussen hadden die woorden echter al verschillende andere betekenissen gekregen. Eén daarvan duidde een niveauonderscheid aan: het tactische niveau hield de concrete gevechtshandelingen in; het strategische niveau de beleidsbeslissingen. Daartussen lag dan het operationele niveau: het manoeuvreren met legereenheden. De meer gebruikelijke betekenis was echter een onderscheid tussen een algemene methode van oorlogsvoering — dat noemde men dan de tactiek — en het concrete plan: de strategie. De begrippen "beleidsbeslissing op het hoogste niveau" en "concreet plan" sluiten elkaar echter niet uit; vaak wordt met "strategie" een combinatie van beide bedoeld.
In zijn puurste vorm gaat strategie alleen over militaire zaken. In vroegere gemeenschappen was de koning of politiek leider ook meestal de militaire leider. Zo niet, dan was de afstand tussen beide leiders klein. Naarmate het leger professioneel werd, werd het noodzakelijk om onderscheid te maken tussen het politieke en het militaire. Zoals de Franse staatsman Clemenceau zei:
"Oorlog is te belangrijk om alleen aan soldaten over te laten."
Hieruit volgde het concept van de grand strategy, die het beheer van alle middelen van de hele staat ten behoeve van de oorlogsvoering omvat. In de context van een grand strategy wordt de militaire component goeddeels gereduceerd tot een operationele strategie: de aansturing van grote militaire eenheden zoals legerkorpsen en divisies.
Fundamenteel in grand strategy is diplomatie waardoor een staat bondgenootschappen kan aangaan of andere staten kan overreden tot bepaald gedrag, zonder gebruik van geweld. Een ander element van grand strategy is hoe om te gaan met de vrede na een oorlog. Zoals Clausewitz stelde: een succesvolle militaire strategie is een middel tot een doel, niet een doel in zichzelf. Er zijn vele voorbeelden voorhanden in de geschiedenis waarbij een overwinning op het slagveld niet werd vertaald in een langdurige vrede, bijvoorbeeld de Vrede van Versailles (1919).
De strategie moet zich aanpassen aan veranderingen in de tactiek als gevolg van technologische ontwikkelingen. Een succesvolle strategie die op een bepaald oorlogstoneel effectief geweest is, blijft vaak populair, ook nadat nieuwe ontwikkelingen op het gebied van bewapening verandering noodzakelijk maken. Een voorbeeld hiervan is het na de Eerste Wereldoorlog tot in 1940 vasthouden van het Franse leger aan een defensieve opstelling (uitgewerkt in de Maginotlinie) die echter verslagen werd door de Duitse Blitzkrieg in de Slag om Frankrijk.

## Ontwikkeling van de militaire strategie

### Militaire strategie in deOudheid

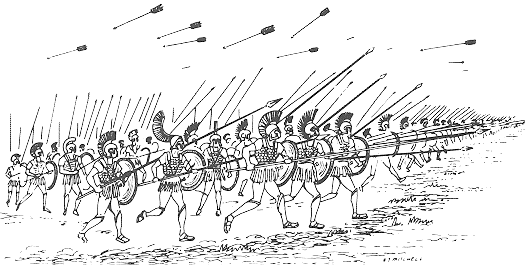
Falanx (Alexander de Grote)

De principes van militaire strategie zijn voor het eerst op schrift gesteld rond 500 v.Chr. door Sun Tzu en denkers uit Sparta.
De campagnes van Alexander de Grote, Hannibal, Julius Caesar en vooral Cyrus II geven blijk van strategische planning en beweging.
Mahan beschrijft in het voorwoord van The Influence of Sea Power upon History hoe de Romeinen effectief hun zeemacht inzetten om de communicatie van Hannibal met Carthago te belemmeren; en hem zo via een maritieme strategie te verslaan, wat hen te land niet lukte.

### Dzjengis Khan en de Mongolen
De Mongolen baseerden hun strategie op hun verregaande beheersing van het paard. Dzjengis Khan wist de diverse stammen te verenigen, waarna ze bewapend met pijl-en-boog een groot deel van Eurazië onder de voet liepen. Het succes van deze strategie (het onderwerpen van Eurazië), was gebaseerd op de tactiek van de manoeuvre, terreur en verrassing waarvan het doel was het moreel van de te onderwerpen bevolking te breken. Het leger leefde van plundering en trok verder voordat het land uitgeput raakte.

### Militaire strategie na deMiddeleeuwen
In 1520 behandelde Niccolò Machiavelli's Dell'arte della guerra (De kunst van het oorlogvoeren) de verhouding tussen politieke en militaire zaken, zoals het vormen van een grand strategy.
In de Dertigjarige Oorlog demonstreerde koning Gustaaf II Adolf van Zweden een geavanceerde operationele strategie die leidde tot overwinningen in het territorium van het Heilige Roomse Rijk.
Pas in de 18e eeuw werd militaire strategie een onderwerp voor serieuze studie. Tijdens de Zevenjarige Oorlog (1756-1763) improviseerde Frederik de Grote een "strategie van afmatting" om de vijand buiten te houden en zijn Pruisische troepen te sparen. Van alle kanten belaagd door Frankrijk, Oostenrijk, Rusland en Zweden wist hij zijn centrale positie uit te buiten om zijn leger langs inwendige lijnen te verplaatsen en te concentreren tegen steeds één tegenstander. Frederiks optreden leidde tot grote aandacht voor "geometrische strategie" met nadruk op manoeuvre, terrein en het bezit van strategische posities.

### Napoleons strategie
De Franse Revolutie en de napoleontische oorlogen die volgden veroorzaakten een revolutie in militaire strategie, waarvan de gevolgen voelbaar bleven tot in de Eerste Wereldoorlog. Met de komst van goedkope vuurwapens en de dienstplichtige soldaat groeiden de legers uit tot massale formaties.

Napoleons terugtocht uit Rusland (door Northern)

Napoleon Bonaparte gebruikte deze ontwikkeling voor een brute maar effectieve "strategie van annihilatie" die zich niets aantrok van de wiskundige perfectie van de geometrische strategie. Napoleon zocht zonder uitzondering de beslissing in de veldslag, met als enig doel om zijn vijand volledig te vernietigen, wat hij doorgaans bereikte door middel van superieure manoeuvre. Als niet alleen de militaire, maar ook politieke leider hield hij zich bezig met zowel de grand strategy als met de operationele strategie en maakte gebruik van politieke en economische maatregelen. Napoleon werd pas verslagen toen zijn tegenstanders zijn methodes overnamen.
Napoleons praktische strategische successen inspireerden nieuwe studie naar militaire strategie. De twee belangrijkste studenten van zijn werk waren Carl von Clausewitz, een Pruis met een achtergrond in filosofie, en Antoine-Henry Jomini, die een van Napoleons stafofficieren was. Clausewitz' Vom Kriege is het standaardwerk voor strategie; het behandelt zowel politiek als militair leiderschap. Zijn meest bekende uitspraak hieruit luidt:
"Oorlog is niet alleen een politieke handeling, maar ook een heus politiek instrument: oorlog is voortzetting van de politiek met toevoeging van een ander middel." (namelijk: geweld)
Clausewitz verwierp "geometrie" als onbelangrijk in strategie. In plaats daarvan geloofde hij in de vernietiging van de wil van de tegenstander om verder te vechten. Daartoe moest het schwerpunkt van de vijand worden aangepakt: datgene wat de vijand tot vrede zou aanzetten. In sommige gevallen kon dit schwerpunkt de vernietiging van het leger zijn, soms het lamleggen van handel en economie, soms de val van een belangrijke stad.
In tegenstelling tot Clausewitz behandelde Antoine-Henri Jomini vooral operationele strategie, planning & inlichtingen, het voeren van een campagne, en "generaalschap" in plaats van "staatsmanschap". Hij veronderstelde dat de overwinning kon worden bereikt door het territorium van de vijand te bezetten in plaats van de wil van de vijand te breken.

### Strategie en deIndustriële revolutie
De evolutie van de militaire strategie ging door tijdens de Amerikaanse Burgeroorlog (1861-1865). Het geweer verving de musket. Spoorwegen verplaatsten troepen snel over grote afstanden, terwijl de telegraaf communicatie op afstand versnelde. Stoom maakte een eind aan het militaire nut van het zeilschip in de oorlogvoering op zee.
Er was nog altijd ruimte voor triomfen door een manoeuvre-strategie zoals Shermans Mars naar de Zee in 1864, maar deze waren afhankelijk van de bereidheid van de vijand om zich niet in te graven. Tegen het einde van de Amerikaanse Burgeroorlog groeiden de loopgraven aan noordelijke en zuidelijke kant tot Eerste Wereldoorlog-proporties, vooral bij het beleg van steden zoals Vicksburg en Petersburg. Echter, deze lessen werden weer vergeten toen in Europese oorlogen zoals de Pruisisch-Oostenrijkse Oorlog (1866) en de Frans-Duitse Oorlog (1870-1871) manoeuvre de overwinning bracht.
Vóór de Eerste Wereldoorlog waren de invloedrijkste strategen twee Pruisische generaals: Helmuth von Moltke (de Oude) and Alfred von Schlieffen. Onder Von Moltke won het Pruisische leger de oorlogen van 1866 en 1870-1871 tegen Oostenrijk resp. Frankrijk. Von Moltke gebruikte spoorweg en telegraaf effectief. Hij delegeerde de commandovoering naar lagere commandanten die ter plaatse waren en vaardigde directieven uit, geen specifieke orders, omdat hij wist:
"Geen oorlogsplan overleeft het eerste contact met de vijand."

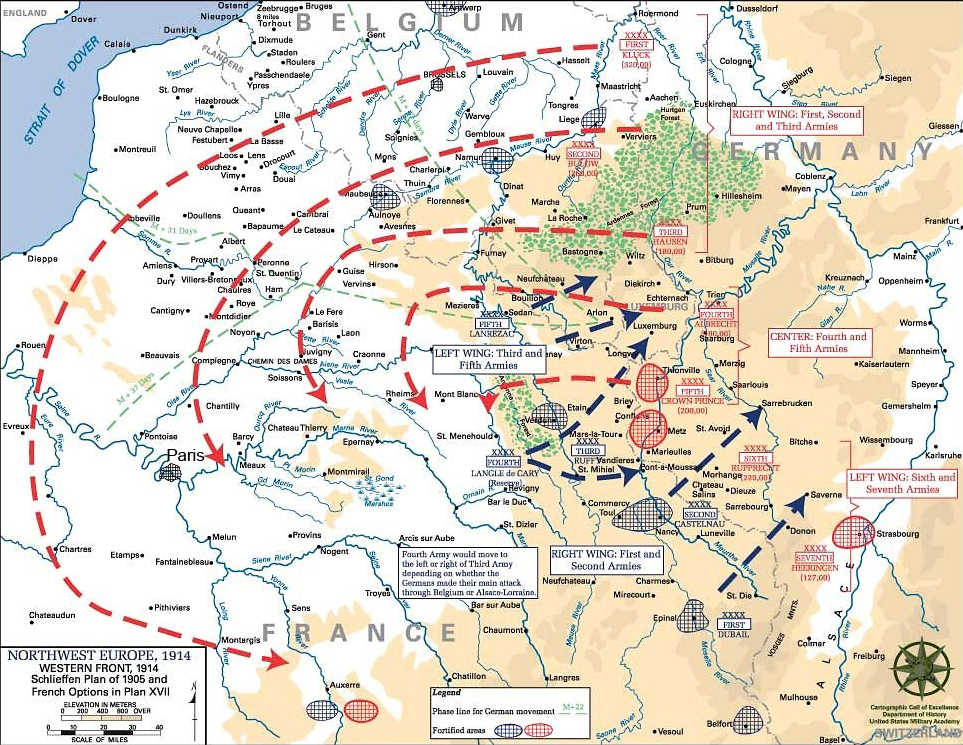
Het Schlieffenplan en het Franse Plan XVII

Veldmaarschalk von Schlieffen leidde de Duitse Generale Staf in de aanloop naar de Eerste Wereldoorlog. Zijn oplossing voor Duitslands strategische probleem dat het aan twee fronten moest vechten, tegen Frankrijk en Rusland, was het Schlieffenplan: verdedigen in het oosten, terwijl in het westen met een omtrekkende beweging à la Cannae de Franse troepen ingesloten en vernietigd zouden worden.
Terwijl de industrialisatie grote veranderingen veroorzaakte in maritieme technologie vernieuwde een enkele Amerikaanse strateeg, Alfred Thayer Mahan, hoogstpersoonlijk de studie van de maritieme strategie. Mahan propageerde een grote marine, gericht op beheersing van de zee en haar handelsroutes, in tegenstelling tot fortificatie van de kust. Zijn theorieën hadden grote invloed op de maritieme wapenwedloop tussen vooral Engeland en Duitsland tussen 1898 en 1914.

### Strategie in de Eerste Wereldoorlog
Aan het begin van de Eerste Wereldoorlog werd strategie gedomineerd door het offensieve gedachtegoed dat sinds 1870 in de mode was, ondanks de recentere ervaringen van de Tweede Boerenoorlog (1899-1902) en de Russisch-Japanse Oorlog (1904-1905), waar het machinegeweer zijn defensieve kracht liet zien. Tegen het eind van 1914 was het Westelijke Front vastgelopen in een loopgravenoorlog waarbij elke mogelijkheid tot manoeuvre verloren was.
Op andere fronten was nog wel ruimte voor manoeuvre. Zo maakte de Engelse officier T.E. Lawrence met Arabische ongeregelde troepen in een guerrilla-campagne het de Ottomanen moeilijk.
Op grotere schaal dan ooit eerder werden alle middelen van de staat aangewend ten behoeve van de oorlog, in de grand strategy van een coalitie van staten: de Entente versus de Centrale mogendheden. Maatschappij en economie werden gemobiliseerd voor de totale oorlog. Duitsland viel de economie van de vijand aan door U-boten in te zetten tegen koopvaardijschepen.
Eenheid van commando werd nodig toen de bondgenoten begonnen samen te werken tijdens offensieven en bij de verdediging. De Entente accepteerde maarschalk Foch als opperste commandant.

### Ontwikkelingen tussen de Wereldoorlogen
Na de Eerste Wereldoorlog werden twee technische vernieuwingen, het vliegtuig en de tank, onderwerp van strategische studie.
De leidende theoreticus van de luchtmacht was de Italiaanse generaal Giulio Douhet, die geloofde dat toekomstige oorlogen gewonnen of verloren zouden worden in de lucht. In het bijzonder geloofde Douhet in strategische bombardementen om de economie en de wil van de vijand om door te vechten te breken.
De Britse historicus Basil Henry Liddell-Hart was een van de prominentste voorvechters van mechanisatie en motorisering van het leger in Groot-Brittannië. In Duitsland zette Hans von Seeckt studiegroepen op om lessen te trekken uit de Eerste Wereldoorlog. Allen zagen de grote strategische waarde van de mobiliteit, vuurkracht en bescherming geboden door het pantservoertuig. Verbeteringen op het gebied van radio en transport maakten het ook mogelijk nog weer grotere legergroepen effectief te verplaatsen en te leiden. Het vermogen van deze nieuwe tactieken om grote strategische resultaten te behalen werd echter door de politiek niet omgezet in een concrete strategie. Het Verenigd Koninkrijk, Frankrijk, Hitler, noch Stalin hadden eind jaren dertig een grand strategy om dit militaire potentieel uit te buiten.
De innovatieve Duitse generaal Heinz Guderian had ondanks zijn boek Achtung: Panzer! (1937) nauwelijks invloed op het beleid van Duitsland. Pas in mei/juni 1940 lukte het hem tijdens Fall Gelb en Fall Rot te laten zien waartoe de tactiek van de Blitzkrieg in staat was. De onder Duitse officieren geldende Auftragstaktik droeg bij tot het succes ervan.

### Strategie in deTweede Wereldoorlog
Het succes in Frankrijk verleidde Hitler ertoe de Sovjet-Unie binnen te vallen. Dit is een klassiek voorbeeld van hoe tactische kracht een strategische zwakte kan zijn, want ondanks Duitslands tactische overwicht was de strategische positie van het land zo slecht dat het de oorlog wel moest verliezen. De grondstoffenvoorziening en de industriële productie waren simpelweg ontoereikend, en het Westelijk front, met Engeland, was nog steeds niet gepacificeerd.
Een vernieuwing, allereerst doorgevoerd door de Britten, was het op strategisch niveau toepassen van deceptie: het voor de gek houden van de vijand.
Zeer belangrijk was ook het gebruik van afluisteren en ontcijferen van de communicatie van de vijand, welke informatie vervolgens op strategisch niveau werd ingezet. Het Britse programma om de Duitse Enigma (codeermachine) te kraken heette Ultra, het Amerikaanse programma om de Japanse codes te breken heette Magic.
De beslissing van de geallieerde leiders Churchill en Roosevelt om zich in 1942 vast te leggen op onvoorwaardelijke overgave van de vijand wordt door hedendaagse strategen bekritiseerd als het "weggeven" van strategische opties, wat de oorlog verlengd zou hebben.
Eenheid van commando werd vanaf een vroeg moment ingevoerd met de aanstelling van generaal Eisenhower als opperste commandant in (westelijk) Europa.
In de Stille Oceaan hanteerden de Amerikanen tegen de Japanners een strategie van island hopping (of leapfrogging): de Amerikanen vielen slechts enkele eilanden aan en lieten de garnizoenen op andere eilanden aan hun lot over, in de verwachting dat ze als "dor blad" zouden opdrogen. De zeer effectieve onderzeeboot-campagne van de United States Navy tegen de Japanse koopvaardij zorgde er wel voor dat de bevoorrading van de overgeslagen eilanden minimaal was.

### Strategie en de atoombom

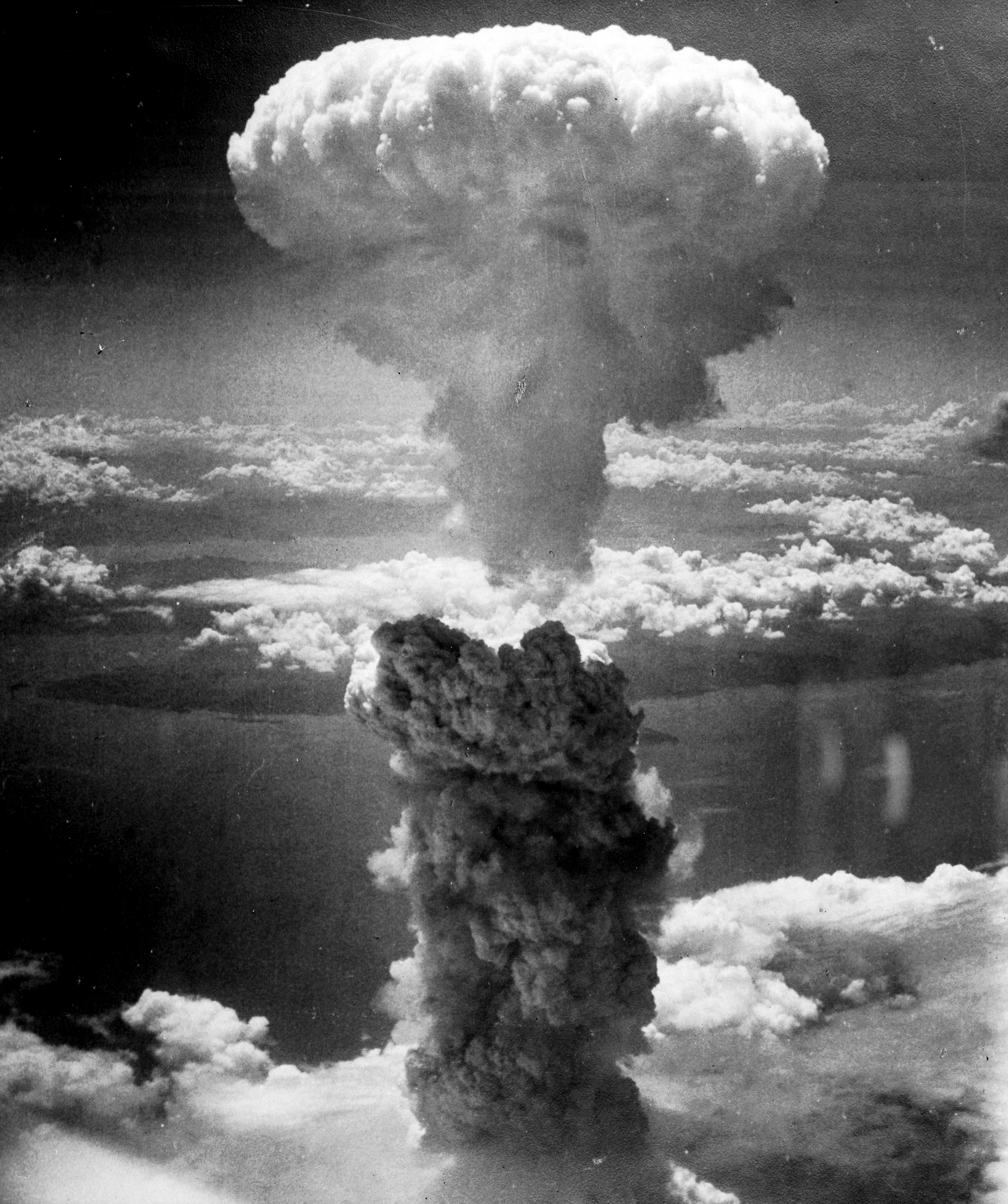
De atoombom op Nagasaki

De ontploffing van de eerste atoombom op Hiroshima (Little Boy) op 6 augustus 1945 veroorzaakte een revolutie in het strategisch denken. De Amerikanen hadden het monopolie op de atoombom tot 1949, het jaar waarin de Russen hun eerste succesvolle kernproef hielden.
Voor het eerst ontstond toen de mogelijkheid dat niet slechts een van de strijdende partijen, maar beide ten onder konden gaan in het geweld van een oorlog. Het vernietigend vermogen van vooral de in 1954 ontwikkelde waterstofbom maakte het ook waarschijnlijk dat een toekomstige atoomoorlog van zeer korte duur zou zijn.
Diverse strategieën met betrekking tot het gebruik van kernwapens hebben het daglicht gezien, maar gedurende het grootste deel van de Koude Oorlog berustte de wereld in het bestaan van de dreiging van mutually assured destruction (wederzijds zekere vernietiging).
Een belangrijk gevolg van de dreiging van kernwapens was de behoefte van supermachten om oorlogen niet boven het niveau van een lokaal conflict uit te laten groeien. Dus hoewel her en der in de wereld conflicten tussen Oost en West gewapend werden uitgevochten, bleef de omvang van deze oorlogen lokaal.
Gedurende de Koude Oorlog was er in Centraal-Europa sprake van een grote opeenstapeling van (vooral) conventionele wapens langs de Oostgrens van West-Duitsland (het IJzeren Gordijn). De NAVO was numeriek in de minderheid, maar had het voordeel van de verdediger en een zeker technologisch overwicht en vertrouwde erop daarmee een komende Derde Wereldoorlog te kunnen doorstaan. Het Warschaupact was het hiermee eens en meende slechts met kernwapens een beslissende doorbraak te kunnen forceren.

### Strategie na de Koude Oorlog
Na de Koude Oorlog viel de Sovjet-Unie weg als de belangrijkste tegenstander van de Verenigde Staten om de hegemonie over de wereld. Ondertussen is China aan het opkomen als natie die in de 21e eeuw een hoofdrol wil gaan spelen.
Hoewel Amerika niet meer, zoals in 1945-1949, het monopolie op kernwapens heeft, worden de VS nu toch gezien als een mogendheid die een stapje boven de anderen staat in termen van (militaire) macht. Het is Amerika dat in laatste instantie vaak het beslissende zetje moet geven om verandering te bereiken, of het nu gaat om ex-Joegoslavië of het conflict tussen de Palestijnen en Israël. Op de achtergrond speelt daarbij steeds mee dat de VS waar dan ook ter wereld militair kunnen interveniëren.
Na 11 september 2001 hebben de Verenigde Staten die capaciteit tot wereldwijd optreden gebruikt in de oorlog tegen het terrorisme in Afghanistan en Irak. Deze "oorlog" is een typisch voorbeeld van asymmetrische oorlogsvoering, waar de Amerikanen eigenlijk niet goed raad mee weten.

## Militaire strategie in Nederland
In Nederland is militaire strategie traditioneel eerder het domein van (burger)politici dan van militairen, in tegenstelling tot wat in andere Europese landen gangbaar was. Dit primaat van de politiek is niet zonder slag of stoot verworven, getuige het conflict tussen Prins Maurits en Johan van Oldenbarneveldt. Vanaf de tweede helft van de 17e eeuw wordt de verhouding tussen politiek en militairen gekenschetst met de uitspraak van admiraal De Ruyter:
"De Heeren hebben mij niet te verzoeken maar te gebieden en al werd my bevolen ’s Lands vlag op één enkel schip te voeren, ik zou daarmee in zee gaan. En daar de Heeren Staaten hun vlag betrouwen, zal ik myn leven wagen.".
In het begin van de 17de eeuw voerde de Republiek een extreem agressieve strategie die problemen in de oorlog tegen de Habsburgers probeerde op te lossen door de Spaanse en vooral Portugese koloniale bezittingen over te nemen. In het midden van die eeuw was het proces voltooid en was men zo rijk geworden dat het de begeerte van de buren opwekte; de Nederlandse strategie was er nu op gericht die tegen elkaar uit te spelen. Militaire interventies waren daarbij niet zeldzaam, vooral als het erom ging de Oostzee vrij te houden. Eerst, tussen 1652 en 1674, was daarbij Engeland de grote tegenstander; tussen 1672 en 1712 vocht men tegen Frankrijk.
Vanaf 1712 nam het belang van het door de oorlogen bijna failliete Nederland zozeer af dat het land sindsdien een strategie gevoerd heeft die voornamelijk bestond uit het zich zo onopvallend mogelijk gedragen, gekoppeld aan een aansluiting zoeken bij landen waarvan de strategische doeleinden gelijk waren aan de onze. Zo maakte men zich gedurende de 18e eeuw en de 19e eeuw meestal ondergeschikt aan het Verenigd Koninkrijk, zolang dat land niet op de Nederlandse koloniën uit was, maar zonder daarbij een serieuze militaire bijdrage te leveren. Tegelijkertijd hoopte men dat de continentale grote mogendheden Nederland zouden vergeten. Deze politiek lukte meestal vrij aardig maar mislukte wanneer de ideologische drang tot verovering te groot werd zoals bij Frankrijk in 1794 en Duitsland in 1940. In beide gevallen werd Nederland door een coalitie waarvan Engeland deel uitmaakte bevrijd. Sinds 1945 is de oude strategie aangevuld met de "positieve bondgenootschappelijke opstelling" waarbij Nederland wel een redelijke inspanning levert.

## Militaire strategie van België
Vanaf zijn ontstaan voerde België een defensieve militaire strategie. Na de internationale erkenning van de onafhankelijke staat België met het Verdrag van Londen van 1839 steunde het buitenlands veiligheidsbeleid van het land en de militaire strategie die er uit voortvloeit op de neutraliteit van België opgelegd door dat verdrag. België richtte een substantiële krijgsmacht op en herwaardeerde bestaande vestingen. (Zie de paragraaf Het Belgische leger.) Tijdens de Eerste Wereldoorlog nam België deel aan de krijgsverrichtingen aan de zijde van Frankrijk en het Verenigd Koninkrijk terwijl koning Albert vasthield aan de neutraliteit.
Na de oorlog werd de neutraliteit als pijler van de militaire strategie vervangen door het principe van de collectieve veiligheid onder bescherming van de Volkenbond. België had er weinig vertrouwen in en sloot in 1920 een geheim militair samenwerkingsakkoord met Frankrijk. In 1923 nam België met Frankrijk deel aan de bezetting van het Ruhrgebied. Met het Verdrag van Locarno (1925) kreeg België extra veiligheidsgaranties. De ondertekenaars garandeerden de bestaande grens tussen België en Duitsland. Duitsland erkende de Belgische soevereiniteit over de Oostkantons. In de jaren 1930 nam de oorlogsdreiging weer toe. Op 7 maart 1936 bezetten Duitse troepen de gedemilitariseerde zone van het Rijnland. Frankrijk reageerde niet. België twijfelde daarna aan de Franse geloofwaardigheid. Het vertrouwen in het samenwerkingsakkoord met Frankrijk verzwakte en werd opgezegd. België verklaarde zich neutraal zoals voor de Eerste Wereldoorlog. Die nieuwe koers werd in 1937 erkend en gewaarborgd door Frankrijk, het Verenigd Koninkrijk en Duitsland. Versterkingen werden gebouwd en een groot leger opgericht (Zie de paragraaf Het Belgische leger). Ondanks de neutraliteit werd een operationeel defensief plan opgesteld in samenwerking met Nederland, Frankrijk en het Verenigd Koninkrijk. Aan het neutraliteitsbeleid kwam een einde met de Duitse inval op 10 mei 1940 en de Achttiendaagse Veldtocht.
Sinds de Tweede Wereldoorlog steunt het Belgische politiek-militaire beleid op samenwerking met andere landen, in de Verenigde Naties, de NAVO en in de Europese Unie.

## Militaire strategie van de Verenigde Staten
De National Defense Strategy (of NDS) wordt opgesteld door het Pentagon, onder leiding van de minister van Defensie. Het is de belangrijkste strategische leidraad van de VS, in uitvoering van de presidentiële Veiligheidsstrategie (National Security Strategy, NSS). Concreet omvat de Defensiestrategie (NDS) richtsnoeren voor militaire planning, militaire strategie, opstelling, opbouw en modernisering van de troepenmacht, enzovoort. Doorgaans wordt het document om de vier jaar opgemaakt en, minstens in samenvatting, gepubliceerd. Sedert 2015 hanteren de VS in dit verband hun concept van de "rules based order".
De NDS vormt de basis voor een ander gerelateerd document, de Nationale Militaire Strategie (National Military Strategy, NMS), geschreven door de Joint Chiefs of Staff en ondertekend door de voorzitter (CJCS). De NMS en de NDS komen vaak tot dezelfde conclusies, maar aangezien het de taak van de stafchefs is om ongefilterd militair advies te geven aan de regering, is de NMS ook een gelegenheid voor hen om een afwijkende opinie te geven, al gebeurt dat niet vaak. Hoe dan ook is de NMS een verdere verfijning van de NDS, met meer gedetailleerde richtlijnen voor de planning van campagnes, modernisering, opstelling van de troepenmacht en de troepenstructuur. In tegenstelling tot de NDS is het document van de stafchefs niet publiek. 
Meer specifieke strategische documenten zijn de Nuclear Posture Review (over het gebruik van kernwapens door de VS) en de Missile Defense Review (om raketaanvallen af te slaan, door een combinatie van afschrikking, actieve en passieve raketverdediging, en aanvalsoperaties). Een ander document is het Annual Threat Assessment, een gezamenlijke dreigingsanalyse van de geheime diensten. In 2024 ondertekende president Joe Biden de Nuclear Employment Guidance, een vertrouwelijk document dat officieel niet zou afwijken van de “2022 Nuclear Posture Review”. Maar volgens de The New York Times werd niettemin de focus verlegd naar de uitbreiding van China's kernwapenarsenaal.